# Malcom Brown
Pour les articles homonymes, voir Brown.
Cet article possède un paronyme, voir Malcolm Brown.
(en) Statistiques sur pro-football-reference
Malcom Brown (né le 2 février 1994 à Brenham, Texas) est un joueur américain de football américain évoluant au poste de long snapper. Il est sélectionné lors de la draft 2015 de la NFL en 32e position par les Patriots de la Nouvelle-Angleterre avec qui il remporte les Super Bowls LI et LIII.

## Biographie

### Carrière universitaire
Malcom Brown joue pour les Longhorns du Texas de 2012 à 2014.

### Carrière professionnelle
Sélectionné en 32e position lors de la draft 2015 de la NFL par les Patriots de la Nouvelle-Angleterre, Malcom Brown signe son contrat le 19 juin 2015. Arrivé dans l'équipe vainqueur du dernier Super Bowl, le Super Bowl XLIX, Brown est attendu comme le remplaçant de Vince Wilfork.
Lors de la semaine 14 de la saison 2016, Brown réussit à provoquer son premier safety en carrière lors de la victoire 30 à 23 des Patriots contre les Ravens de Baltimore. Il remporte le Super Bowl LI avec les Patriots.

## Palmarès
- Vainqueur des Super Bowls LI et LIII avec les Patriots de la Nouvelle-Angleterre